# Osiedle Kormoranów
Rezerwat przyrody Osiedle Kormoranów – leśny rezerwat przyrody położony na obszarze gminy Przechlewo w województwie pomorskim. Został utworzony w 1956 roku i zajmuje powierzchnię 20,38 ha (akt powołujący podawał 22,30 ha).
Ochronie rezerwatu podlegała jedna z największych w Polsce kolonii kormoranów. Rezerwat był również miejscem lęgowym czapli siwej. W 1963 roku znajdowały się tu 392 gniazda kormoranów. W 1969 doliczono się 800 kormoranów i 480 czapli siwych. Tak duże nagromadzenie ptaków na niewielkiej przestrzeni spowodowało poważne zniszczenia lasu ich żrącymi ekskrementami. W rezultacie ptaki te same opuściły rezerwat w poszukiwaniu dogodniejszych miejsc lęgowych. W 1984 roku kormoranów już tu nie było, a czaple gniazdowały do końca lat 80.
Obecnie jako cel ochrony w rezerwacie podaje się „zachowanie cennego ekosystemu leśnego wraz z jego charakterystycznymi biocenozami, w szczególności fitocenozą żyznej buczyny pomorskiej Galio odorati – Fagetum oraz populacjami cennych gatunków roślin, grzybów i zwierząt”.
W drzewostanie dominuje starodrzew bukowy z domieszką dębu, świerka, topoli i grabu.
Najbliższe miejscowości to Przechlewo i Pakotulsko.